# Kobylé
Kobylé  (deutsch Kobyla) ist ein Ortsteil der Gemeinde Pšov in Tschechien. Er liegt drei Kilometer südlich von Žlutice und gehört zum Okres Karlovy Vary.

## Geographie

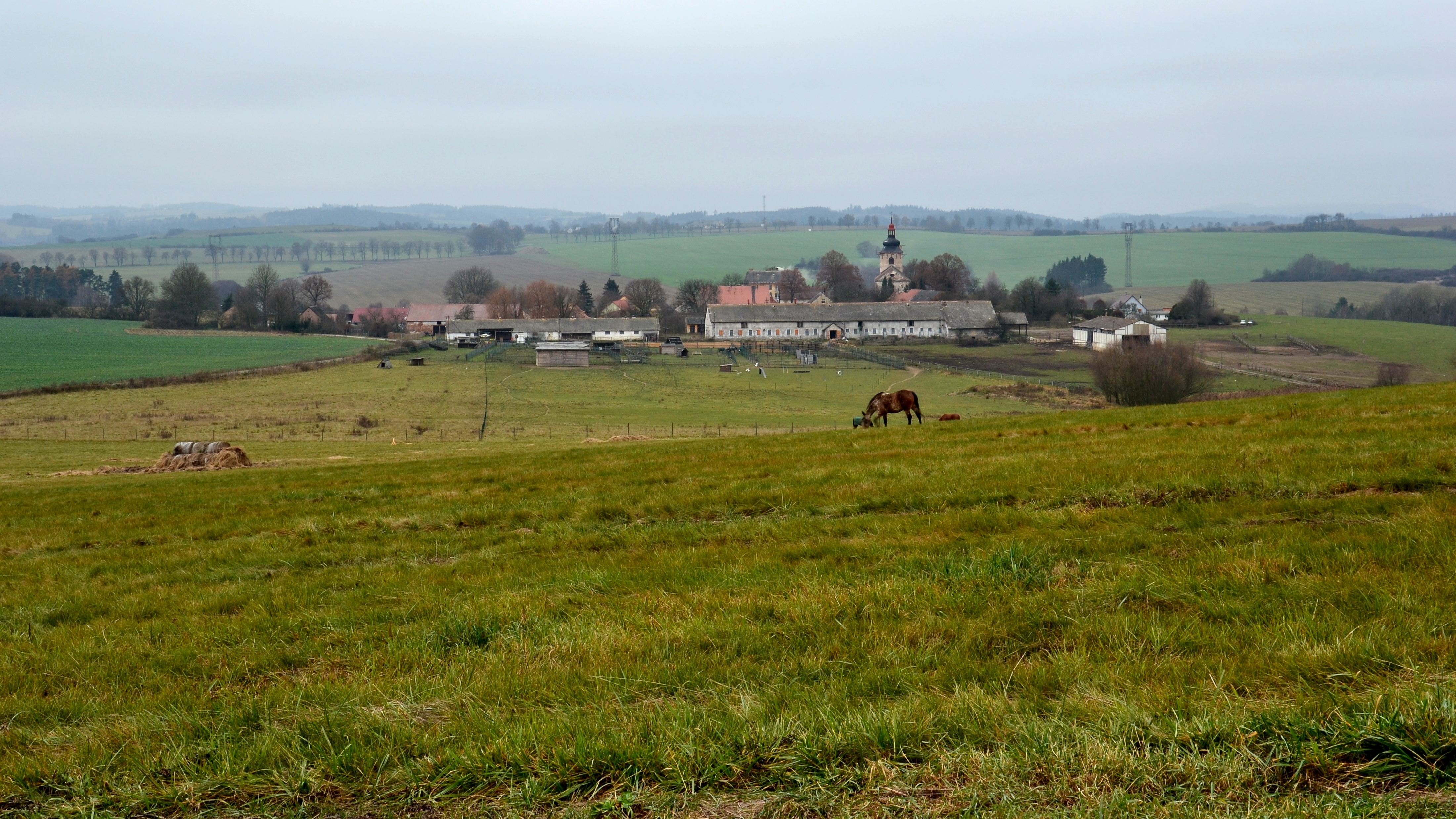
Kobylé

Kobylé befindet sich im Tepler Hochland westlich des Hügels Na Vršku (581 m). Nördlich erhebt sich die Kuppe Krkavec (575 m), dahinter liegt der Nevděk (630 m). Im Nordosten liegt der Vladař (693 m).
Nachbarorte sind Hradský Dvůr, Žlutice und Strahovský Mlýn im Norden, Záhořice im Nordosten, Kolešov im Osten, Močidlec, Víska und Novosedly im Südosten, Pšov im Süden, Borek im Südwesten sowie Nový Dvůr und Semtěš im Westen.

## Geschichte
Die erste schriftliche Erwähnung des Dorfes und der Kirche stammt aus dem Jahre 1233. Zu dieser Zeit gehörte der Ort zu den Gütern der Burg Nevděk. Seit 1384 ist die Kirche Zur Erhebung des hl. Kreuzes als Pfarrkirche nachweisbar. 1623 erlosch die Pfarre in Kobylé.
1850 entstand die politische Gemeinde Kobyla im Bezirk Luditz. Im Jahre 1855 wurde die Kirche Mariä Himmelfahrt geweiht und wieder zur Pfarrkirche erhoben. Im Jahre 1890 bestand Kobyla einschließlich des Vorwerkes Ratzkahof und der Ziegelei Ratzka aus 19 Häusern und hatte 115 Einwohner, von denen 112 der deutschen und drei der tschechischen Volksgruppe angehörten. 1930 hatte das Dorf 137 Einwohner. Nach dem Münchner Abkommen wurde Kobyla 1938 dem Deutschen Reich zugeschlagen und bis 1945 gehörte das Dorf zum Landkreis Luditz. 1939 hatte Kobyla 112 Einwohner. Nach dem Ende des Zweiten Weltkrieges kam Kobylé zur Tschechoslowakei zurück und wurde 1949 in den Okres Toužim eingeordnet. Am 1. Jänner 1961 erfolgte die Eingemeindung nach Pšov, gleichzeitig wurde das Dorf Teil des Okres Karlovy Vary. 1991 hatte der Ort 55 Einwohner. Im Jahre 2001 bestand das Dorf aus 19 Häusern, in denen 52 Menschen lebten.

## Sehenswürdigkeiten
- Kirche Mariä Himmelfahrt in Kobylé, errichtet im 13. Jahrhundert